# Joan I d'Antioquia
Joan d'Antioquia —Joannes Antiochenus— (? - 442) fou patriarca d'Antioquia a la primera meitat del segle v (428-442).
Va estudiar al monestir de Sant Euprepi als afores d'Antioquia de l'Orontes, on després va tenir com a deixebles a Nestori i Teodoret. Va succeir a Teòdot (421-428) com a patriarca. En la controvèrsia entre Ciril I d'Alexandria i Nestori de Constantinoble, Joan junt amb els bisbes orientals estava a favor de Nestori, i va induir a Teodoret (bisbe de Cir) i a Andreu de Samòsata a acusar d'apol·linarisme als dotze capítols que condemnaven a Nestori emesos per un sínode a Alexandria (429) patrocinat per Ciril.
Al Concili d'Efes del 431 va intentar evitar la condemna de les doctrines de Nestori, però va arribar cinc dies massa tard quan ja Ciril havia aconseguit la condemna i deposició de Nestori. Joan va reunir als prelats favorables i va proclamar la deposició i condemna de Ciril i de Memnó d'Efes que li donava suport, va buscar el suport imperial i va celebrar un sínode a Tars i un a Antioquia (431 i 432) on va ratificar els acords contra Ciril, però l'emperador va mantenir el suport al Concili d'Efes i Nestori no va recuperar el Patriarcat de Constantinoble i va anar a residir al monestir de Sant Eurprepi.
En un concili celebrat el 438 Joan va refusar condemnat les opinions de Teodor de Mopsuèstia i va escriure tres cartes en la seva defensa, una dirigida a Teodosi II, una a Ciril d'Alexandria i una a Procle, patriarca de Constantinoble successor de Nestori.
Va escriure: 
- 1. Ἐπιστολαί, Epistolae
- 2. Ἀναφοραί, Relationes,
- 3. Ὁμιλία, Homilia,
- 4. Περὶ τῶν Μεσαλιανιτῶν, De Messalianis,
- 5. Contra eos qui una tantum substantia asscrunt adorandum Christum.